# Земская почта Ветлужского уезда
Зе́мская по́чта Ветлу́жского уе́зда — земская почта, организованная земской управой Ветлужского уезда Костромской губернии. Существовала с 1865 года. В уезде выпускались собственные земские марки.

## История почты
Ветлужская уездная земская почта была открыта 26 марта 1865 года.
Отправка почтовых отправлений осуществлялась из уездного центра (город Ветлуга) по четырём трактам один раз в неделю. Пересылка почтовых отправлений была бесплатной.
С 26 марта 1908 года для оплаты доставки частных почтовых отправлений были введены земские почтовые марки.
| Тракты, маршруты, протяжённость (вёрст) | Дни и время отхода из начального пункта и прихода в конечный пункт                                |
| --- | ------------------------------------------------------------------------------------------------- |
| Казанский тракт: г. Ветлуга - Ново-Успенское ВП (с. Ново-Успенское) - Широковское ВП (с. Широкое) - Хмелевицкое ВП (с. Хмелевица) - Тоншаевское ВП (с. Тоншаево) - Ошминское ВП (д. Коржавинская) и обратно (224 в.) | 1-я почта: понедельник (18:00) - четверг (12:00); 2-я почта: четверг (18:00) - понедельник (7:00) |
| Котельнический тракт: г. Ветлуга - Земская станция «Красная» - Какшинское ВП (д. Жирново) - Вохомское ВП (д. Горлово) - с. Архангельское - Вохомское ВП (140 в.) | понедельник (18:00) - среда (11:00)                                                               |
| Котельнический тракт: Вохомское ВП (д. Горлово) - Какшинское ВП (д. Жирново) - Земская станция «Красная» - г. Ветлуга (108 в.) | воскресенье (5:00) - понедельник (7:00)                                                           |
| Старо-Вятский тракт: г. Ветлуга - Подгородное ВП (с. Спасское) (8 в.) | понедельник (18:00 - 20:00)                                                                       |
| Старо-Вятский тракт: Подгородное ВП (с. Спасское) - г. Ветлуга (8 в.) | понедельник (5:00 - 7:00)                                                                         |
| Старо-Вятский тракт: г. Ветлуга - Глушковское ВП (д. Скрябино) - Одоевско-Спиринское ВП (д. Горлово) - Гагаринское ВП (Притыкино) - с. Заболотье (52 в.) | понедельник (18:00 - вторник (10:00)                                                              |
| Старо-Вятский тракт: с. Заболотье - Гагаринское ВП (Притыкино) - Одоевско-Спиринское ВП (д. Горлово) - Глушковское ВП (д. Скрябино) - г. Ветлуга (52 в.) | воскресенье (15:00) - понедельник (7:00)                                                          |
| Никольско-Семёновский тракт: г. Ветлуга - Печенкинское ВП (д. Бельшиха) - Рождественское ВП (с. Ивановское) - Николо-Шанское ВП (с. Шанга) - Шангско-Городищенское ВП (д. Кривячка) - с. Верхнее-Спасское - с. Ильинское - Заводское ВП (с. Архангельское) - Пыщугское ВП (с. Пыщуг) - Хорошевское ВП (д. Круглица) (185 в.) | понедельник (18:00) - среда (18:00)                                                               |
| Никольско-Семёновский тракт: Хорошевское ВП (д. Круглица) - Пыщугское ВП (с. Пыщуг) - Заводское ВП (с. Архангельское) - с. Ильинское - с. Верхнее-Спасское - Шангско-Городищенское ВП (д. Кривячка) - Николо-Шанское ВП (с. Шанга) - Рождественское ВП (с. Ивановское) - Печенкинское ВП (д. Бельшиха) - г. Ветлуга (185 в.) | пятница (12:00) - понедельник (7:00)                                                              |

## Выпуски марок
Введённые в 1908 году земские почтовые марки имели номинал 1, 2, 3, 5, 10 и 20 копеек. Марки были многоцветные, на них был изображён герб Ветлужского уезда.
Известны многочисленные пробные экземпляры всех ветлужских земских марок.

## Гашение марок
Гашение марок осуществлялось различными круглыми штемпелями.